# Madstock!
Albums de Madness
Divine Madness
(1992) Total Madness – The Very Best of Madness
(1997)
Singles
1. The Harder They Come
Sortie : 1992

Madstock! est un album live de Madness enregistré les 8 et 9 août 1992 au Finsbury Park de Londres et sorti le 2 novembre 1992.
L'album s'est classé 22e au UK Albums Chart.

## Liste des titres
| No  | Titre                | Auteur                          | Durée |
| --- | -------------------- | ------------------------------- | ----- |
| 1.  | One Step Beyond      | Cecil Campbell                  | 3:29  |
| 2.  | The Prince           | Lee Thompson                    | 2:32  |
| 3.  | Embarrassment        | Thompson, Mike Barson           | 3:17  |
| 4.  | My Girl              | Barson                          | 2:57  |
| 5.  | The Sun and the Rain | Barson                          | 3:24  |
| 6.  | Grey Day             | Barson                          | 4:59  |
| 7.  | It Must Be Love      | Labi Siffre                     | 3:38  |
| 8.  | Shut Up              | Graham McPherson, Chris Foreman | 3:28  |
| 9.  | Driving in My Car    | Barson                          | 3:22  |
| 10. | Bed & Breakfast Man  | Barson                          | 2:28  |
| 11. | Close Escape         | Thompson, Foreman               | 2:52  |
| 12. | Wings of a Dove      | McPherson, Carl Smyth           | 3:16  |
| 13. | Our House            | Foreman, Smyth                  | 3:31  |
| 14. | Night Boat to Cairo  | McPherson, Smyth                | 3:43  |
| 15. | Madness              | Campbell                        | 3:10  |
| 16. | House of Fun         | Thompson, Barson                | 2:52  |
| 17. | Baggy Trousers       | McPherson, Foreman              | 2:38  |
| 18. | The Harder They Come | Jimmy Cliff                     | 5:44  |